# The Reckoning Day
Pour plus de détails, voir Fiche technique et Distribution.
The Reckoning Day est un film américain réalisé par Roy Clements, sorti en 1918.

## Synopsis
Durant la Première Guerre mondiale, Jane Whiting, une jeune avocate fiancée au sénateur Wheeler, est chargée par le district attorney de poursuivre un groupe d'espions qui collectent de l'argent pour le gouvernement allemand via une fausse organisation de charité. Frank, le fils de Wheeler, est amoureux de Lola Schram. La mère de celle-ci, pro-allemande, la force à travailler pour Frederick Kube, le chef du réseau d'espionnage. Après que Lola s'est confessée à Frank, Kube la tue et maquille le meurtre pour faire condamner Frank. Pendant ce temps, Jane, avec l'aide de Jimmy et Tilly Ware, a découvert le quartier général de Kube et la manière dont il opère. Elle arrivera à innocenter Frank et à faire condamner Kube et sa bande. 

## Fiche technique
- Titre original : The Reckoning Day
- Réalisation : Roy Clements
- Scénario : Robert F. Hill
- Photographie : R.E. Irish, Sol Polito
- Société de production : Triangle Film Corporation
- Société de distribution : Triangle Distributing Corporation
- Pays de production :  États-Unis
- Langue originale : anglais
- Format : noir et blanc — 35 mm — 1,37:1 — Film muet
- Genre : drame
- Durée : 5 bobines
- Date de sortie : 
  - États-Unis : 20 octobre 1918

## Distribution
- Belle Bennett : Jane Whiting
- Jack Richardson : Frederick Kube
- J. Barney Sherry : Sénateur Wheeler
- Tom Buckingham : Frank Wheeler
- Lenore Fair : Lola Schram
- Louise Lester : Mme Schram, la mère de Lola
- Lee Phelps : Jimmy Ware
- Lucille Desmond : Tilly Ware
- Sidney De Grey : le district attorney